# Список населённых пунктов Агрызского района
Населённые пункты Агрызского района (курсивом выделены административные центры сельских поселений):
- Агрыз, город
- Азёвское сельское поселение
  - Азёво, село
  - Каменный Ключ, деревня
  - Контузла, деревня
  - Чачка, деревня
- Бимское сельское поселение
  - Бима, село
  - Мадык, деревня
  - Новая Чекалда, село
  - Пелемеш, село
- Девятернинское сельское поселение
  - Галеево, деревня
  - Девятерня, село
  - Комсомолка, посёлок сельского типа
  - Сосново, деревня
- Иж-Бобьинское сельское поселение
  - Иж-Байка, деревня
  - Иж-Бобья, село
- Исенбаевское сельское поселение
  - Исенбаево, село
- Кадряковское сельское поселение
  - Кадряково, село
- Кадыбашское сельское поселение
  - Кадыбаш, село
  - Касаево, деревня
  - Новое Сляково, деревня
- Кичкетанское сельское поселение
  - Балтачево, село
  - Варзи-Омга, село
  - Варзи-Пельга, село
  - Кичкетан, село
- Красноборское сельское поселение
  - Зуево, деревня
  - Красный Бор, село
- Крындинское сельское поселение
  - Еленовский, посёлок сельского типа
  - Крынды, село
  - Тукай, посёлок сельского типа
  - Хороший Ключ, деревня
- Кудашевское сельское поселение
  - Биктово, село
  - Кадрали, село
  - Кудашево, село
  - Новый Кзыл-Яр, деревня
  - Старый Кзыл-Яр, деревня
- Кулегашское сельское поселение
  - Байтуганово, деревня
  - Волково, село
  - Кулегаш, село
  - Ожбуй, деревня
- Кучуковское сельское поселение
  - Варклед-Бодья, село
  - Нижнее Кучуково, село
  - Русская Шаршада, деревня
- Новобизякинское сельское поселение
  - Варклед-Аул, посёлок сельского типа
  - Вольный Труд, посёлок сельского типа
  - Новоникольский, посёлок сельского типа
  - Новые Бизяки, деревня
  - Староникольский, посёлок сельского типа
  - Янга-Аул, село
- Салаушское сельское поселение
  - Мадьяр, деревня
  - Салауши, село
  - Татарская Чильча, деревня
  - Уразаево, деревня
  - Ямурзино, село
- Сарсак-Омгинское сельское поселение
  - Сардали, деревня
  - Сарсак-Арема, деревня
  - Сарсак-Омга, село
  - Татарский Тансар, деревня
- Старосляковское сельское поселение
  - Старое Сляково, село
  - Утяганово, село
- Старочекалдинское сельское поселение
  - Саклово, деревня
  - Старая Чекалда, село
- Табарлинское сельское поселение
  - Мукшур, деревня
  - Новое Аккузино, село
  - Сукман, село
  - Табарле, село
- Терсинское сельское поселение
  - Мордва, деревня
  - Назяр, село
  - Терси, село
  - Туба, деревня
  - Чишма, деревня
- Шаршадинское сельское поселение
  - Сахра, деревня
  - Шаршада, село